# Uriel Buso
Uriel Buso (hébreu : אוּרִיאֵל מְנַחֵם בּוּסוֹ), né le 13 septembre 1973 à Ramla, est un homme politique israélien, député à la Knesset et membre du parti ultra-orthodoxe Shas.

## Biographie

### Jeunesse et formation
Uriel Buso est né le 13 septembre 1973 à Ramla, il est le neuvième enfant d'une famille de dix enfants. Sa mère Heftziba est la fille du maire et grand rabbin de Ramla d'origine marocaine, Yitzhak Abihatsira (he), communément appelé « le Baba Khaki », et son père est un immigrant argentin qui a étudié à la yechiva Porat Yosef Yeshiva (en).
Dans sa jeunesse, il étudie à Be'er Ya'akov dans l'enseignement indépendant et au milieu de l'école primaire, il est transféré au Torah Talmud "Habeer" à Rehovot puis a étudié dans une petite yeshiva pour jeunes à Rehovot. Après son mariage, il a étudié dans une école pédagogique. 
Ensuite, il a servi dans l'armée israélienne de Tsahal et atteint le grade de Lieutenant. Il a obtenu une licence en droit au Collège universitaire d'Kiryat Ono et sert d'officier de réserve dans l'unité des officiers de la ville. 
Dans les années 1996-2006, il a dirigé un lycée et un internat dans un établissement d'enseignement et a en même temps dirigé une chaîne parascolaire.

### Elu local et maire adjoint de Petah Tikva
Depuis 2006, il dirige le parti Shas à Petah Tikva et il est Adjoint au maire de la ville. Il est également superviseur de la gestion des centres communautaires depuis 2013.
Au fil des années, il a dirigé l'Administration de l'amélioration de la ville, la Division des achats, l'Unité des appels d'offres et l'Unité des enquêtes publiques. Depuis 2018, il est président des départements d'ingénierie, de sécurité et de police urbaine ainsi que du Comité d'urbanisme et de construction.

### Député à la Knesset et ministre de la Santé
Lors des élections législatives du 9 avril 2019, il est classé à la dixième position sur la liste de Shas. Le parti obtient finalement 8 sièges et il n'est pas élu.
Quelques mois plus tard, lors des élections législatives du 17 septembre 2019, il est placé à la même position et n'est pas élu, le parti obtenant neuf sièges. Lors des élections du 2 mars 2020, le parti obtient toujours neuf sièges, mais il entre à la Knesset avec la démission du député Aryé Dery, en raison de la loi norvégienne en vigueur.
Lors des élections suivantes du 23 mars 2021, Uriel Buso est cette-fois ci classé à la neuvième position, la liste de Shas obtient neuf sièges et il est élu.
Il est réélu député lors des élections législatives du 1er novembre 2022. En décembre 2022 et l'ouverture de la législature, il est élu vice-président de la Knesset.
Le 2 février 2023, il est élu président de la commission de la Santé, une commission permanente de la Knesset depuis la pandémie de Covid-19. Dans la perspective des élections municipales israéliennes de 2023 (en), Uriel Buso annonce sa candidature pour la mairie de Bnei Brak, face au candidat du Judaïsme unifié de la Torah Hanoch Seibert.
Pendant l'attaque du Hamas contre Israël, le ministre Moshe Arbel demande la désignation d'un remplaçant à la Santé. Aryé Dery annonce la nomination d'Uriel Buso comme ministre de la Santé, celle-ci est approuvée à la Knesset le 12 octobre 2023.